# Битва при Айдзу
Битва при Айдзу (яп. 会津戦争, «Война Айдзу») велась на севере Японии с октября по ноябрь осенью 1868 года и была частью Войны Босин.

## История
Княжество Айдзу было известно своими боевыми навыками и в любой момент времени содержал постоянную армию численностью более 5000 человек. Ее часто использовали для операций по обеспечению безопасности на северных окраинах страны, вплоть до южного Сахалина. Кроме того, непосредственно перед, во время и после прибытия коммандера Перри Айдзу участвовала в операциях по обеспечению безопасности вокруг залива Эдо.
Во время правления даймё Мацудаиры Катамори княжество Айдзу направило большое количество своих войск в Киото, где Катамори служил Киото Сюгошоку. Заслужив ненависть княжества Тёсю и оттолкнув своего союзника, княжество Сацума, Катамори отступил с сёгуном Токугавой Ёсинобу в 1868 году.
Хотя Союз Саттё контролировал Императорский двор, после отставки Токугава Ёсинобу призвал к наказанию Мацудайра Катамори и Айдзу как «врагов Двора» (朝 敵), он приложил большие усилия, чтобы продемонстрировать подчинение Айдзу новому империалистическому правительству, в конце концов согласившись на призывы к войне, в 1868 году, во время Войны Босин. Хотя силы Айдзу сражались как часть Северного союза, в конечном итоге они были отброшены (после поражения в битве при перевале Бонари) силами бывшего Бакуфу под командованием Отори Кейсукэ. Даймё Айдзу, сражавшийся теперь в одиночку, 6 октября 1868 года был осажден в замке Цуруга, резиденции владений Айдзу. Это было началом месячной осады.
Отдельное подразделение из Бяккотай («Рота Белого Тигра») — молодые, преимущественно подростки, самураи — прославились тем, что совершили сэппуку (форма ритуального самоубийства) на горе Иимори, возвышающейся над замком. Из-за дыма от горящего замкового города, который находился между ними и самим замком, они ошибочно предположили, что замок пал от сил Саттё. Их история известна благодаря единственному среди них, чье самоубийство оказалось неудачным: Иинума Садакити.
Остатки Синсэнгуми, специального полицейского подразделения, которым Айдзу руководил в Киото, присутствовали в битве под командованием Сайто Хадзиме. Кроме того, в боевых действиях участвовали выжившие из Сёгитай, а также Тоса Дзинсётай и Синитаи, полк синтоистских священников, выполнявших роль духовных советников атакующих имперских сил.
После месяца осады, 6 ноября 1868 года, чиновники Айдзу согласились сдать при посредничестве своего соседа, княжества Йонезава. Вскоре после этого Мацудайра Катамори, его сын Нобунори и старшие вассалы лично предстали перед имперскими командирами и предложили свою безоговорочную капитуляцию. Самурайское население было отправлено в лагеря для военнопленных на полуострове Цугару, а владения Айдзу, как это было с середины XVII века, прекратили свое существование.

## Gallery

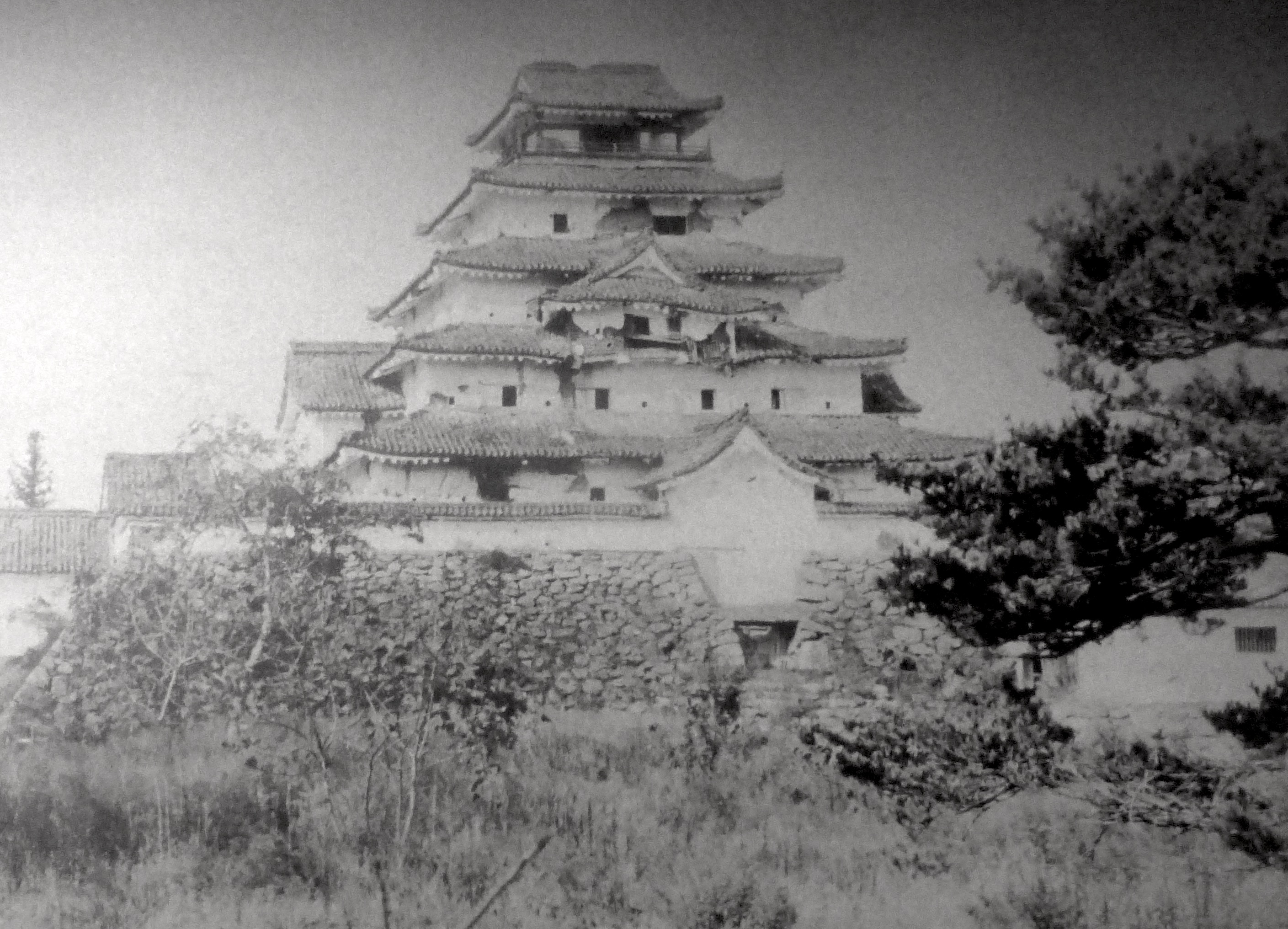
Поврежденный замок Айдзу-Вакамацу сразу после битвы при Айдзу
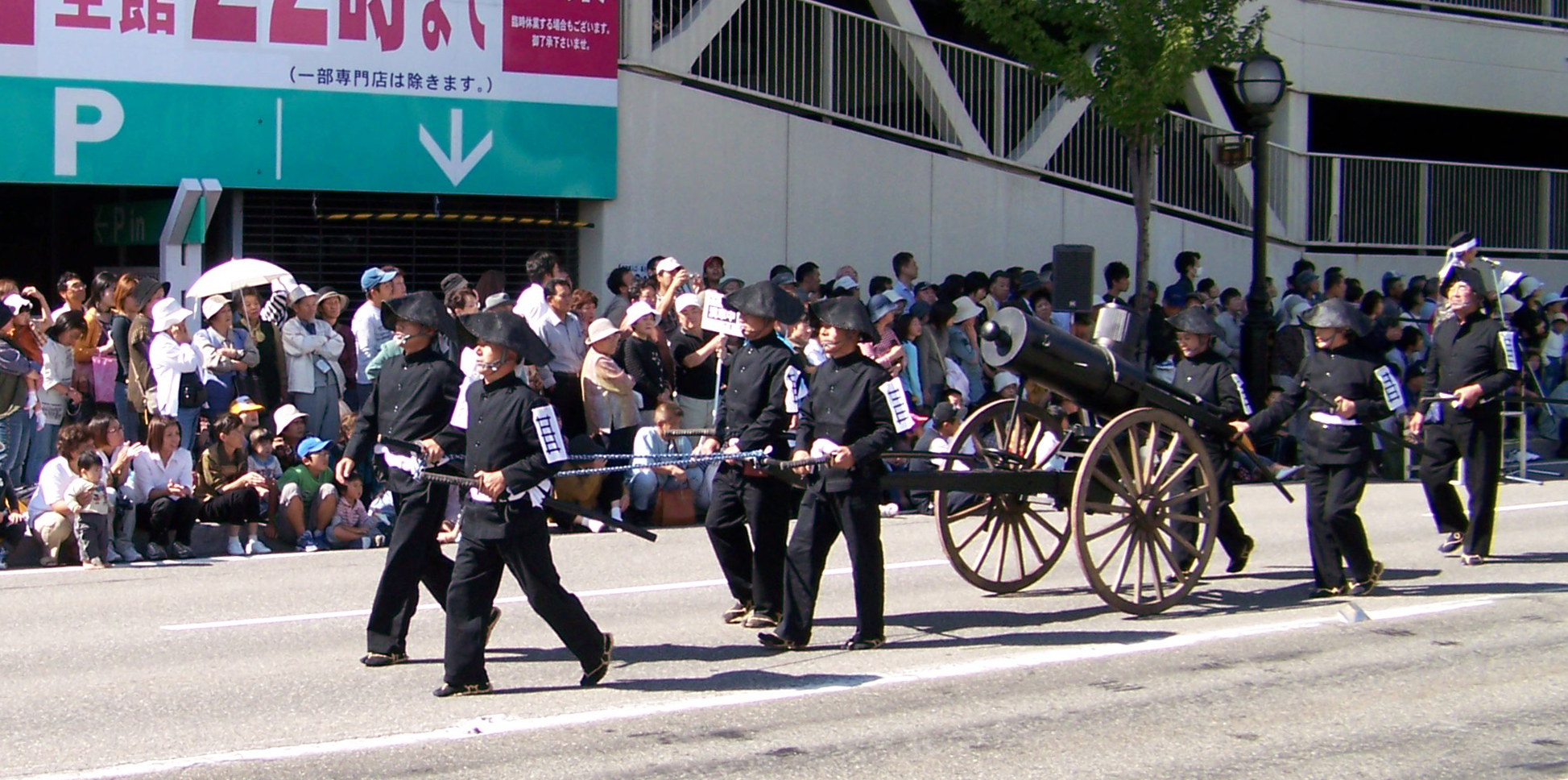
Реконструкция артиллеристов Айдзу во время войны Босин
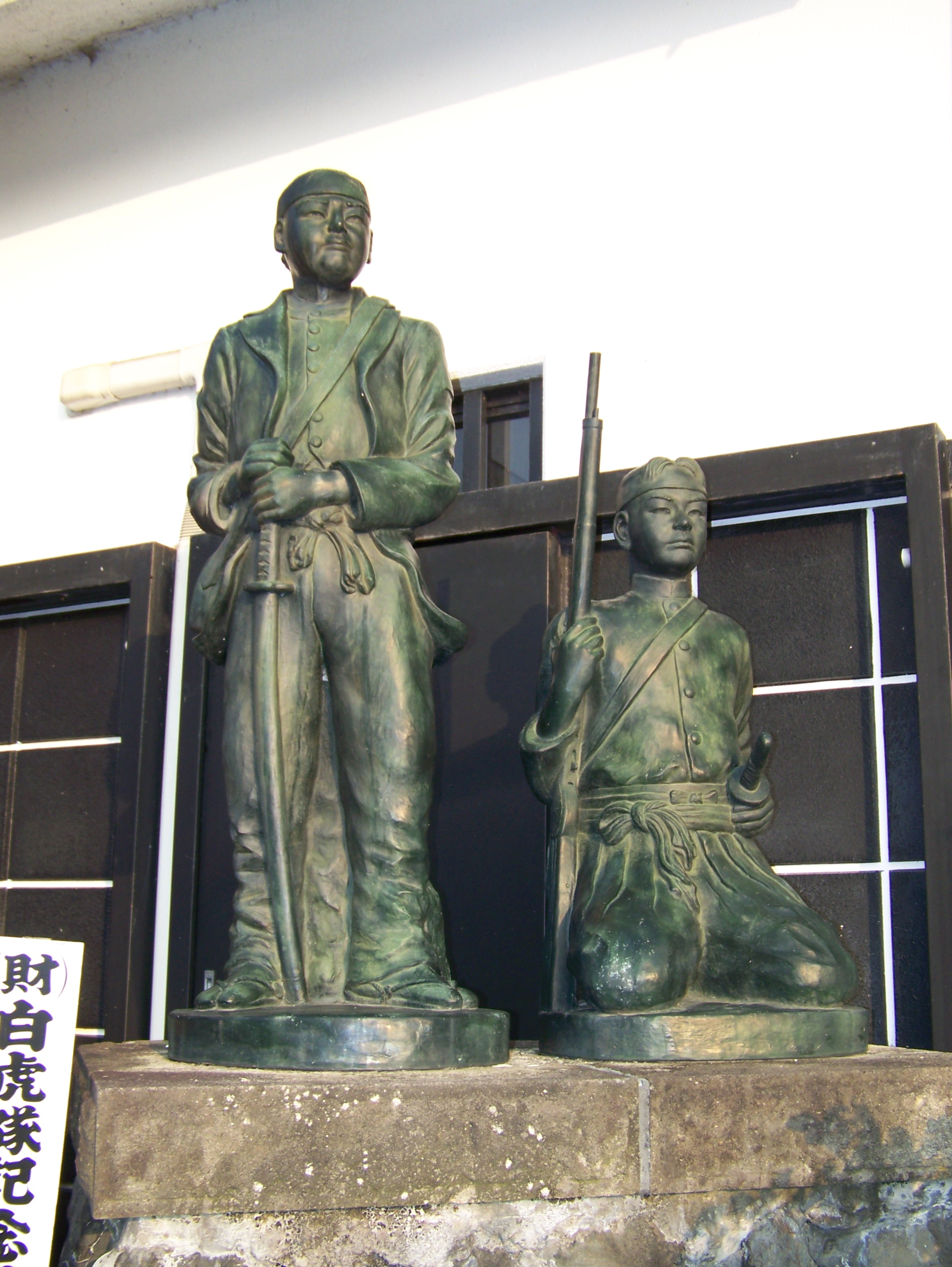
Бяккотай-воины
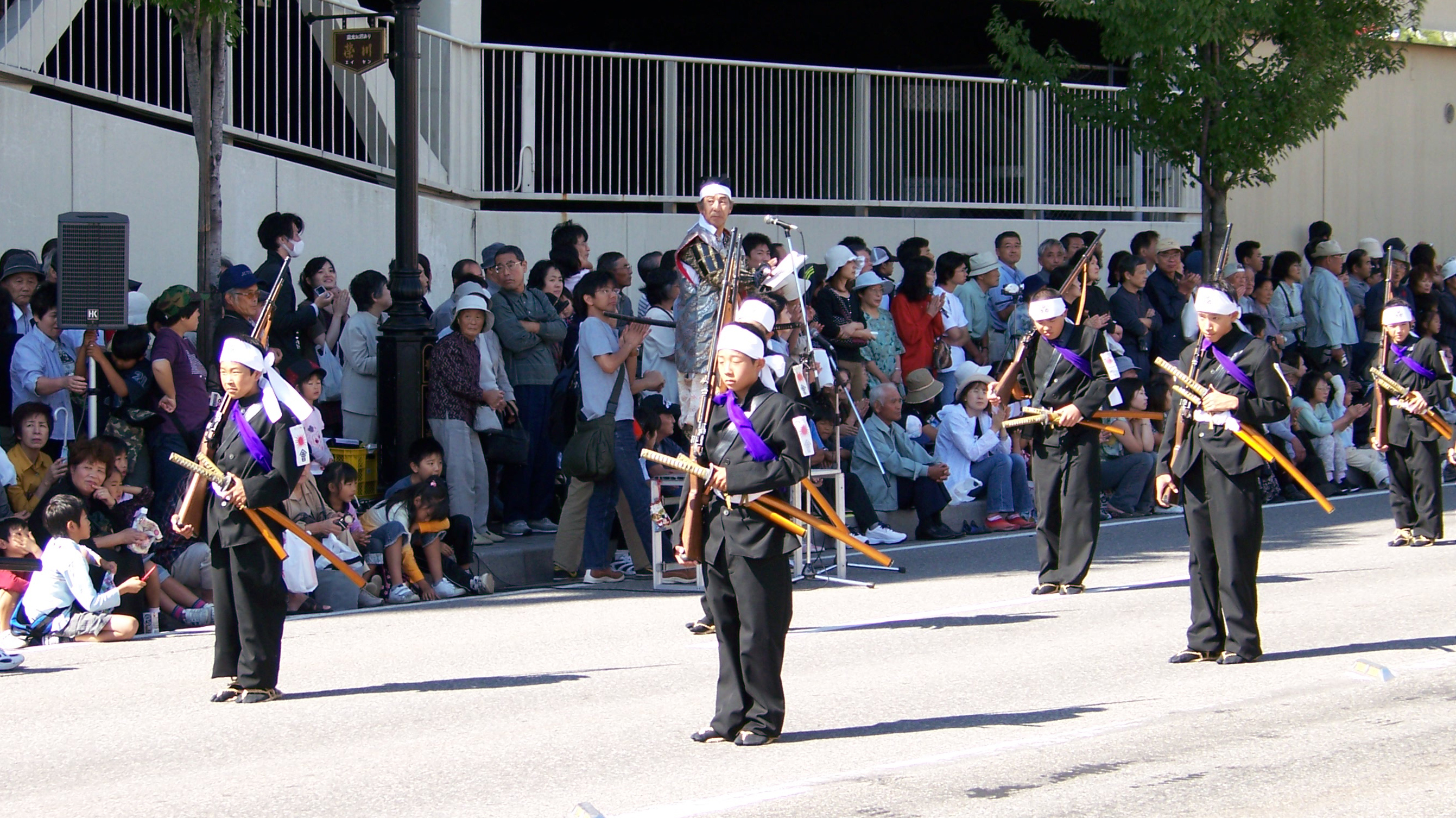
Реконструкция молодых воинов Айдзу во время войны Босин.